# Afonso d'Escragnolle Taunay
Alfonso d'Escragnolle Taunay (Nossa Senhora do Desterro, 11 juillet 1876 - São Paulo, 20 mars 1958) est un biographe, historien, essayiste, lexicographe, traducteur, romancier et professeur brésilien. Il occupe le siège n ° 1 de l'Académie brésilienne des lettres, où il est élu le 7 novembre 1929.
Il est aussi directeur du musée Paulista à São Paulo.